# Achrysocharoides nigricoxae
Achrysocharoides nigricoxae är en stekelart som först beskrevs av Vittorio Luigi Delucchi 1954.  Achrysocharoides nigricoxae ingår i släktet Achrysocharoides och familjen finglanssteklar. Arten är reproducerande i Sverige. Inga underarter finns listade i Catalogue of Life.